# Басните на Езоп (филм)
Басните на Езоп (на японски: まんがイソップ物語, Manga Aesop Monogatari) е японски анимационен филм от 1983 г, създаден от Toei Animation.

## В България
В България филмът е показван в кината за пръв път през 1984 г. с нахсинхронен кинодублаж. Дублажът е записан в СИФ „Бояна“.
| Обработка           | Студия за игрални филми „Бояна“ |
| ------------------- | --- |
| Ролите дублират     | Ива Апостолова Лидия Вълкова Румелия Знаменова Богдана Вулпе Даринка Горанова Иван Балсамаджиев Веселин Борисов Калин Арсов Юрий Ставчев и други |
| Монтаж              | Лили Налбантова |
| Редактор            | Ксения Данаджиева |
| Звукорежисьор       | Здравка Вълчева |
| Режисьор на дублажа | Георги Аврамов |